# Torbjørn Løkken
Torbjørn Løkken (* 28. Juni 1963 in Biri) ist ein ehemaliger norwegischer Nordischer Kombinierer.

## Werdegang
Løkken, der für Biri IL startete, gab am 15. Dezember 1984 in Planica sein Debüt im Weltcup der Nordischen Kombination. Mit dem achten Rang landete er dabei auf Anhieb unter den besten zehn. Wenige Tage später verpasste er als Vierter in St. Moritz nur knapp sein erstes Podium. Auch im Januar in Leningrad landete er auf diesem Platz. Seine erste Saison 1984/85 beendete er damit auf dem achten Platz der Weltcup-Gesamtwertung.
Bei den Norwegischen Meisterschaften 1985 in Tromsø gewann er hinter Geir Andersen und Hallstein Bøgseth die Bronzemedaille im Einzel. In die Saison 1985/86 startete Løkken schwach mit dem 15. Platz in Tarvisio. Auch in den beiden weiteren Wettbewerben, die er bestritt, kam er nicht unter die besten zehn und beendete die Saison nach nur drei Weltcups auf dem 27. Platz der Gesamtwertung.
Die erfolgreichste Saison in seiner sportlichen Karriere bestritt Løkken mit der Saison 1986/87. Am 13. Dezember 1986 startete er in Canmore mit seinem ersten Weltcup-Sieg in die Saison. In Reit im Winkl erreichte er als Zweiter im Januar erneut einen Podestrang, bevor er nur wenige Tage später in Autrans seinen zweiten Sieg feierte. Bei der Nordischen Skiweltmeisterschaft 1987 in Oberstdorf gewann er die Goldmedaille im Einzel von der Normalschanze sowie die Silbermedaille mit dem Team. Nach der Weltmeisterschaft gelang ihm in Falun sein dritter Weltcup-Sieg. Auch bei der Norwegischen Meisterschaft 1987 in Kongsberg war erstmals erfolgreich und gewann vor Arne Orderløkken und Hallstein Bøgseth seinen ersten und einzigen Titel im Einzel. Die Weltcup-Saison schloss er als Gesamtführender ab. Daraufhin wurde er im gleichen Jahr in seinem Heimatland mit der Aftenposten-Goldmedaille geehrt. Zudem erhielt er die offizielle Gratulation der Ministerpräsidentin Gro Harlem Brundtland.
In die Saison 1987/88 startete Løkken mit Rang zwei in Bad Goisern am Hallstättersee, bevor er im Januar in St. Moritz seinen vierten Weltcup-Erfolg feierte. Bei den Olympischen Winterspielen 1988 in Calgary landete er im Einzel auf dem sechsten Rang, wenige Tage nachdem er mit Trond Arne Bredesen und Hallstein Bøgseth als Vierter im Teamwettbewerb nur knapp eine Medaille verpasste. Bereits vor den Spielen gewann er den Kombinations-Wettbewerb am Holmenkollen.
Bei den Norwegischen Meisterschaften 1988 in Skien gewann er im Einzel sowie mit der Mannschaft Silber. Am 18. März 1988 gewann er in Oslo seinen fünften und letzten Weltcup. Nachdem er in der Folge im Weltcup fast zwei Jahre pausierte, startete er im Dezember 1989 noch einmal in St. Moritz und gewann als Neunter noch einmal sieben Weltcup-Punkte.
Nach dem Ende seiner aktiven Laufbahn bekam Løkken Probleme mit Alkohol und anderen Drogen. In einem Interview mit dem Dagbladet 2007 gab er bekannt, dass er 15 Jahre lang süchtig war. Neben der Alkoholabhängigkeit nahm er Tabletten und Heroin zu sich.

## Erfolge

### Weltcup-Siege
| Datum             | Ort        | Land       | Disziplin |
| ----------------- | ---------- | ---------- | --------- |
| 13. Dezember 1986 | Canmore    | Kanada     | Einzel    |
| 17. Januar 1987   | Autrans    | Frankreich | Einzel    |
| 6. März 1987      | Falun      | Schweden   | Einzel    |
| 9. Januar 1988    | St. Moritz | Schweiz    | Einzel    |
| 18. März 1988     | Oslo       | Norwegen   | Einzel    |

### Weltcup-Statistik
Die Tabelle zeigt die erreichten Platzierungen im Einzelnen.
- Platz 1.–3.: Anzahl der Podiumsplatzierungen
- Top 10: Anzahl der Platzierungen unter den ersten zehn
- Punkteränge: Anzahl der Platzierungen innerhalb der Punkteränge
- Starts: Anzahl gelaufener Rennen in der jeweiligen Disziplin

| Platzierung         | Einzel a | Sprint | Massenstart | Team   | Team    | Gesamt |
| Platzierung         | Einzel a | Sprint | Massenstart | Sprint | Staffel | Gesamt |
| ------------------- | -------- | ------ | ----------- | ------ | ------- | ------ |
| 1. Platz            | 5        |        |             |        |         | 5      |
| 2. Platz            | 2        |        |             |        |         | 2      |
| 3. Platz            | 2        |        |             |        |         | 2      |
| Top 10              | 19       |        |             |        |         | 19     |
| Punkteränge         | 22       |        |             |        |         | 22     |
| Starts              | 22       |        |             |        |         | 22     |
| Stand: Karriereende |          |        |             |        |         |        |